# DN68A
DN68A este un drum național din România, care leagă orașele Lugoj și Deva. Drumul pornește din DN6 la Lugoj și se termină  în DN7 la Ilia, la 15 km de Deva.